# 薬指の標本
薬指の標本（くすりゆびのひょうほん）とは小川洋子の小説。および同作品を収めた単行本・文庫。またこの作品を原作としたフランス映画。

## 収載作品

### 薬指の標本
- 初出  新潮1992年7月号。

清涼飲料水の工場で働いていたときに事故で薬指の先を失ってしまった「わたし」は、工場を辞め、街に出て探しあてた標本室で働くことになる。そこは、封じ込めたい思い出にまつわる品々が持ち込まれ、標本として保管される場所であった。ある日、「わたし」は標本室の経営者であり標本技術者である弟子丸氏に靴をプレゼントされる。

### 六角形の小部屋
「わたし」は、プールで偶然出会ったミドリさんという初老の婦人に興味を持ち、そして六角形の小部屋を知ることになる。「わたし」と六角形の小部屋とそれにまつわる人との物語とわたしの恋人の関係の物語。

## 文献
単行本
- 『薬指の標本』 1994年10月、新潮社刊 ISBN 4104013013

文庫
- 新潮文庫 『薬指の標本』 1997年12月 ISBN 4101215219

## 映画
2005年にフランスで映画化された。